# Народный артист Узбекской ССР
«Народный артист Узбекской ССР» — почётное звание, установлено 16 января 1940 года. Присваивалось Президиумом Верховного Совета Узбекской ССР выдающимся деятелям искусства, особо отличившимся в деле развития театра, музыки и кино. 

Присваивалось, как правило, не ранее чем через пять лет после присвоения почётного звания «заслуженный артист Узбекской ССР» или «заслуженный деятель искусств Узбекской ССР». Следующей степенью признания было присвоение звания «Народный артист СССР».

Впервые награждение состоялось в 1932 году – обладателем этого звания стала Тамара Ханум – танцовщица. 

Последним награждённым в 1991 году стал Шарипов Хусан Артыкович – актёр. 
 

С распадом Советского Союза в  Узбекистане звание «Народный артист Узбекской ССР» было заменено званием «Народный артист Узбекистана», при этом за званием  сохранились права и обязанности, предусмотренные законодательством бывших СССР и Узбекской ССР о наградах.